# Мартін Стрембергссон
Мартін Стрембергссон (швед. Martin Strömbergsson; нар. 1 квітня 1977, Євле, Швеція)  — шведський футбольний арбітр.

## Кар'єра
Мартін Стрембергссон в даний час проживає в місті Євле. Суддівську кар'єру розпочав у 1997 році, суддя ФІФА з 2011 року. З 2009 року обслуговує матчі Аллсвенскан — відсудив 73 матчі, 38 матчів обслуговував у Супереттан та 11 міжнародних матчів з 2014 року.
Йоганнесон обслуговав матчі національних збірних, як в товариських матчах, так і у відбіркових кваліфікаційних матчах до чемпіонату світу 2014 та чемпіонату Європи 2016.

## Матчі національних збірних
| Дата              | Місце проведення      | Збірні                   | Рахунок | Турнір               | ЖК | YK · YK · RK | RK |
| ----------------- | --------------------- | ------------------------ | ------- | -------------------- | -- | ------------ | -- |
| 7 червня 2013     | Вадуц, Ліхтенштейн    | Ліхтенштейн – Словаччина | 1 – 1   | Кваліфікація ЧС 2014 | 3  | 0            | 0  |
| 19 листопада 2013 | Молде, Норвегія       | Норвегія – Шотландія     | 0 – 1   | Товариський матч     | 3  | 0            | 0  |
| 16 листопада 2014 | Софія, Болгарія       | Болгарія – Мальта        | 1 – 1   | Кваліфікація ЧЄ 2016 | 5  | 0            | 0  |
| 5 червня 2015     | Амстердам, Нідерланди | Нідерланди – США         | 3 – 4   | Товариський матч     | 2  | 0            | 0  |
| 3 вересня 2015    | Пльзень, Чехія        | Чехія – Казахстан        | 2 – 1   | Кваліфікація ЧЄ 2016 | 1  | 0            | 0  |
| 11 жовтня 2016    | Трнава, Чехія         | Словаччина – Шотландія   | 3 – 0   | Кваліфікація ЧС 2018 | 1  | 0            | 0  |